# Olympische Sommerspiele 1900/Teilnehmer (Deutsches Reich)
Die deutsche Mannschaft nahm mit 76 Athleten bei den Olympischen Sommerspielen 1900 in Paris teil und belegte den siebten Platz im Medaillenspiegel.
| Silbermedaillen | Bronzemedaillen | 3. |
| --------------- | --------------- | -- |
| 4               | 2               | 2  |

## Medaillen
Bei den Olympischen Sommerspielen 1900 erhielten die Olympiasieger eine Silber- und die Zweitplatzierten eine Bronzemedaille. Der Drittplatzierte ging dabei leer aus. Mittlerweile hat das Internationale Olympische Komitee die zeitgenössischen Platzierungen als Gold-, Silber- und Bronzemedaillen anerkannt.

### Medaillenspiegel
Die Angabe der Anzahl der Wettbewerbe bezieht sich auf die mit deutscher Beteiligung.
| Rang   | Sportart  | Silber | Bronze | Dritter | Gesamt |
| ------ | --------- | ------ | ------ | ------- | ------ |
| 1      | Schwimmen | 2      | —      | —       | 2      |
| 2      | Segeln    | 1      | 1      | —       | 2      |
| 3      | Rudern    | 1      | —      | 2       | 3      |
| 4      | Rugby     | —      | 1      | —       | 1      |
| Gesamt | Gesamt    | 4      | 2      | 2       | 8      |

### Medaillengewinner
| Name/n | Sportart  | Wettkampf             |
| --- | --------- | --------------------- |
| Silber |           |                       |
| Ernst Hoppenberg | Schwimmen | 200 m Rücken          |
| Der Hamburger und Germania Ruder Club Gustav Goßler Oskar Goßler Walther Katzenstein Waldemar Tietgens Carl Goßler (Steuermann) | Rudern    | Vierer mit Steuermann |
| Ernst Hoppenberg Max Hainle Julius Frey Max Schöne Herbert von Petersdorff | Schwimmen | 200 m Mannschaft      |
| Georg Naue Heinrich Peters Ottokar Weise Paul Wiesner | Segeln    | 1 bis 2 Tonnen        |
| Bronze |           |                       |
| Georg Naue Heinrich Peters Ottokar Weise Paul Wiesner | Segeln    | Gemeinsame Wettfahrt  |
| SC Frankfurt 1880 Albert Amrhein Hugo Betting Jacob Hermann Willy Hofmeister Hermann Kreuzer Arnold Landvoigt Hans Latscha Erich Ludwig Richard Ludwig Fritz Müller Eduard Poppe Heinrich Reitz August Schmierer Adolf Stockhausen Georg Wenderoth | Rugby     | Mannschaft            |
| Dritter |           |                       |
| Ludwigshafener Ruderverein Ernst Felle Otto Fickeisen Carl Lehle Hermann Wilker Franz Kröwerath (Steuermann) | Rudern    | Vierer mit Steuermann |
| Ruder-Club Favorite Hammonia Wilhelm Carstens Julius Körner Adolf Möller Hugo Rüster Gustav-Adolf Moths (Steuermann) (im Halbfinale) Max Ammermann (Steuermann) (im Finale)                                                                        | Rudern    | Vierer mit Steuermann |

## Teilnehmer nach Sportarten

### Fechten
| Athleten      | Wettbewerb         | Vorrunde      | Vorrunde | Halbfinale    | Halbfinale    | Finale        | Finale        | Rang  |
| Athleten      | Wettbewerb         | Ergebnis      | Rang     | Ergebnis      | Rang          | Ergebnis      | Rang          | Rang  |
| ------------- | ------------------ | ------------- | -------- | ------------- | ------------- | ------------- | ------------- | ----- |
| Männer        |                    |               |          |               |               |               |               |       |
| Alfons Schöne | Säbel für Amateure | ausgeschieden | 17–23    | ausgeschieden | ausgeschieden | ausgeschieden | ausgeschieden | 17–23 |

### Leichtathletik

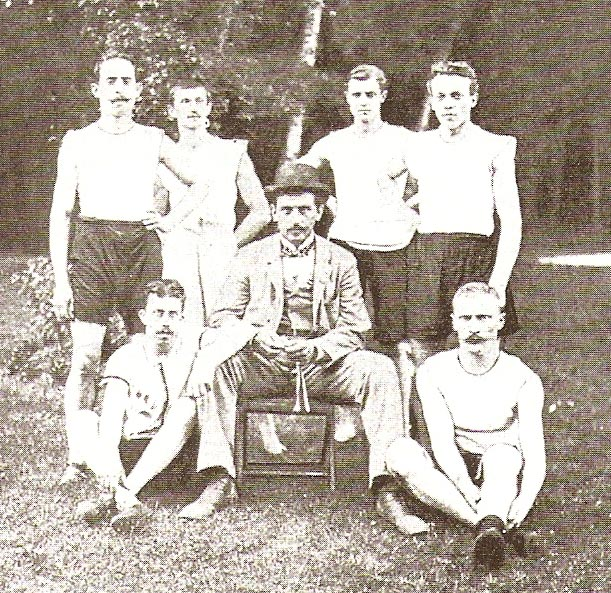
Leichtathletikteam

Laufen und Gehen 
| Athleten          | Wettbewerb       | Runde 1   | Runde 1 | Halbfinale    | Halbfinale    | Finale        | Finale        | Rang          |
| Athleten          | Wettbewerb       | Zeit      | Rang    | Zeit          | Rang          | Zeit          | Rang          | Rang          |
| ----------------- | ---------------- | --------- | ------- | ------------- | ------------- | ------------- | ------------- | ------------- |
| Männer            |                  |           |         |               |               |               |               |               |
| Kurt Doerry       | 100 m            | 11,5 s    | 2       | DNF           | DNF           | ausgeschieden | ausgeschieden | ausgeschieden |
| Julius Keyl       | 100 m            | unbekannt | 4       | ausgeschieden | ausgeschieden | ausgeschieden | ausgeschieden | 13–20         |
| Albert Werkmüller | 200 m            | unbekannt | 5–8     | –             | –             | ausgeschieden | ausgeschieden | 5–8           |
| Gustav Rau        | 200 m Hürden     | unbekannt | 7–11    | –             | –             | ausgeschieden | ausgeschieden | 7–11          |
| Franz Duhne       | 2500 m Hindernis | –         | –       | –             | –             | unbekannt     | 6             | 6             |
| Franz Duhne       | 4000 m Hindernis | –         | –       | –             | –             | unbekannt     | 6             | 6             |

 Springen und Werfen 
| Athleten         | Wettbewerb      | Qualifikation | Qualifikation | Finale        | Finale        | Rang |
| Athleten         | Wettbewerb      | Weite/Höhe    | Rang          | Weite/Höhe    | Rang          | Rang |
| ---------------- | --------------- | ------------- | ------------- | ------------- | ------------- | ---- |
| Männer           |                 |               |               |               |               |      |
| Waldemar Steffen | Hochsprung      | –             | –             | 1,70 m        | 4             | 4    |
| Waldemar Steffen | Dreisprung      | –             | –             | unbekannt     | 7–13          | 7–13 |
| Waldemar Steffen | Standdreisprung | –             | –             | unbekannt     | 5–10          | 5–10 |
| Waldemar Steffen | Weitsprung      | 6,30 m        | 8             | ausgeschieden | ausgeschieden | 8    |

### Radsport
| Athleten       | Wettbewerb | Vorlauf    | Vorlauf | Viertelfinale | Viertelfinale | Halbfinale    | Halbfinale    | Finale        | Finale        | Rang  |
| Athleten       | Wettbewerb | Zeit       | Rang    | Zeit          | Rang          | Zeit          | Rang          | Zeit          | Rang          |       |
| -------------- | ---------- | ---------- | ------- | ------------- | ------------- | ------------- | ------------- | ------------- | ------------- | ----- |
| Männer         |            |            |         |               |               |               |               |               |               |       |
| Karl Duill     | Sprint     | 1:35,4 min | 1       | unbekannt     | 2             | ausgeschieden | ausgeschieden | ausgeschieden | ausgeschieden | 10–18 |
| Paul Gottron   | Sprint     | 1:32,4 min | 1       | unbekannt     | 2             | ausgeschieden | ausgeschieden | ausgeschieden | ausgeschieden | 10–18 |
| Paul Gottron   | 25 km      | –          | –       | –             | –             | –             | –             | DNF           | DNF           | DNF   |
| Georg Drescher | Sprint     | unbekannt  | 4–8     | ausgeschieden | ausgeschieden | ausgeschieden | ausgeschieden | ausgeschieden | ausgeschieden | 28–66 |

Vom IOC nicht als offizieller Wettkampf anerkannt:
| Athleten   | Wettbewerb   | Punkte | Rang   |
| ---------- | ------------ | ------ | ------ |
| Männer     |              |        |        |
| Karl Duill | Punkterennen | 9      | Bronze |

### Rudern
| Athleten | Wettbewerb            | Halbfinale | Halbfinale | Halbfinale        | Finale     | Finale | Rang   |
| Athleten | Wettbewerb            | Zeit       | Rang       | Qualifikation     | Zeit       | Rang   | Rang   |
| --- | --------------------- | ---------- | ---------- | ----------------- | ---------- | ------ | ------ |
| Männer |                       |            |            |                   |            |        |        |
| Der Hamburger und Germania Ruder Club Gustav Goßler Oskar Goßler Walther Katzenstein Waldemar Tietgens Carl Goßler (Steuermann) | Vierer mit Steuermann | 5:56,2 min | 1          | Zweiter Finallauf | 5:59,0 min | 1      | Silber |
| Ludwigshafener Ruderverein Ernst Felle Otto Fickeisen Carl Lehle Hermann Wilker Franz Kröwerath (Steuermann) | Vierer mit Steuermann | 6:14,0 min | 1          | Zweiter Finallauf | 6:05,0 min | 3      | 3      |
| Ruder-Club Favorite Hammonia Wilhelm Carstens Julius Körner Adolf Möller Hugo Rüster Gustav-Adolf Moths (Steuermann) (im Finale) Max Ammermann (Steuermann) (im Halbfinale)                                                                                             | Vierer mit Steuermann | 6:03,0 min | 3          | Erster Finallauf  | 7:18,2 min | 3      | 3      |
| Der Hamburger und Germania Ruder Club Gustav Goßler Oskar Goßler Ernst Jencquel Edgar Katzenstein Walther Katzenstein Theodor Laurezzari Waldemar Tietgens Arthur Warncke Alexander Gleichmann von Oven (Steuermann) (im Halbfinale) unbekannt (Steuermann) (im Finale) | Achter                | 5:04,8 min | 3          | Finale            | 6:33,0 min | 4      | 4      |

### Rugby

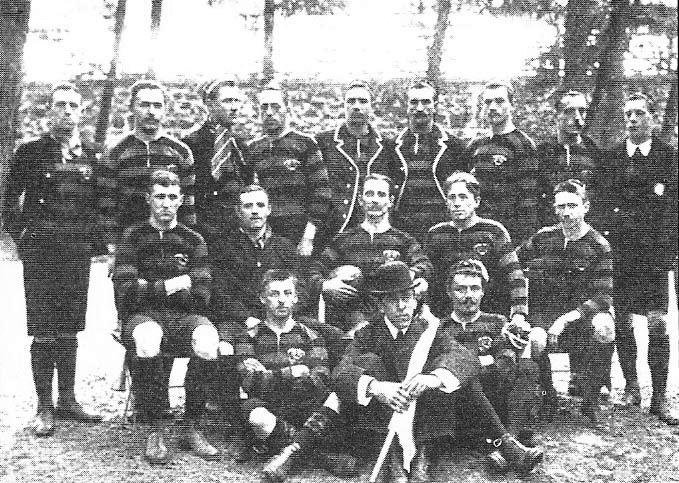
Das deutsche Team aus Frankfurt

| Wettbewerb  | Männer |
| ----------- | --- |
| Athleten    | Albert Amrhein Erich Ludwig (Ersatz) Hugo Betting Jacob Hermann Willy Hofmeister Hermann Kreuzer Arnold Landvoigt Hans Latscha Erich Ludwig Richard Ludwig Fritz Müller Eduard Poppe Heinrich Reitz August Schmierer Adolf Stockhausen Georg Wenderoth |
| Spiele      | Frankreich 17:27 (5:14) Großbritannien ausgefallen |
| Platzierung | Bronze |

### Segeln
| Athleten                                                 | Wettbewerb                    | Zeit      | Rang   |
| -------------------------------------------------------- | ----------------------------- | --------- | ------ |
| Männer                                                   |                               |           |        |
| Paul Wiesner Heinrich Peters Ottokar Weise               | Gemeinsame Wettfahrt          | 5:58:17 h | Bronze |
| Paul Wiesner Arthur Bloomfeld Georg Naue Heinrich Peters | 0,5 bis 1 Tonne, 1. Wettfahrt | DSQ       | DSQ    |
| Paul Wiesner Georg Naue Heinrich Peters Ottokar Weise    | 1 bis 2 Tonnen, 2. Wettfahrt  | 3:09:19 h | Silber |
| Max Guillaume                                            | 20 Tonnen                     | DNS       | DNS    |

### Schwimmen
| Athleten         | Wettbewerb      | Halbfinale  | Halbfinale | Finale      | Finale | Rang   |
| Athleten         | Wettbewerb      | Zeit        | Rang       | Zeit        | Rang   | Rang   |
| ---------------- | --------------- | ----------- | ---------- | ----------- | ------ | ------ |
| Männer           |                 |             |            |             |        |        |
| Julius Frey      | 200 m Freistil  | 2:50,4 min  | 8          | 2:58,2 min  | 8      | 8      |
| Max Hainle       | 1000 m Freistil | 15:54,0 min | 4          | 15:22,6 min | 4      | 4      |
| Ernst Hoppenberg | 200 m Rücken    | 2:54,4 min  | 1          | 2:47,0 min  | 1      | Silber |

| Athleten                                                                   | Wettbewerb           | Punkte | Rang   |
| -------------------------------------------------------------------------- | -------------------- | ------ | ------ |
| Männer                                                                     |                      |        |        |
| Hans Aniol                                                                 | Unterwasserschwimmen | 103,9  | 6      |
| Ernst Hoppenberg Max Hainle Julius Frey Max Schöne Herbert von Petersdorff | 200 m Mannschaft     | 33     | Silber |

### Turnen
| Athleten            | Wettbewerb | Punkte | Rang |
| ------------------- | ---------- | ------ | ---- |
| Männer              |            |        |      |
| Franz Abbé          | Mehrkampf  | 219    | 77   |
| Fritz Danner        | Mehrkampf  | 216    | 79   |
| Gustav Felix Flatow | Mehrkampf  | 204    | 102  |
| Eugen Fürstenberger | Mehrkampf  | 240    | 53   |
| Richard Genserowski | Mehrkampf  | 238    | 54   |
| Erwin Willi Kurtz   | Mehrkampf  | 216    | 79   |
| Fritz Manteuffel    | Mehrkampf  | 223    | 72   |
| Oscar Näumann       | Mehrkampf  | DNF    | DNF  |
| Julius Nuninger     | Mehrkampf  | 199    | 107  |
| Hugo Peitsch        | Mehrkampf  | 252    | 29   |
| Emil Röthong        | Mehrkampf  | 234    | 59   |
| Fritz Sauer         | Mehrkampf  | 214    | 84   |
| Adolf Tannert       | Mehrkampf  | 180    | 118  |
| Carl Wiegand        | Mehrkampf  | 224    | 71   |

### Wasserball
| Wettbewerb    | Männer |
| ------------- | --- |
| Athleten      | Hans Aniol Paul Gebauer Max Hainle Georg Hax Ernst Hoppenberg Gustav Lexau Herbert von Petersdorff Fritz Scheider Max Schöne |
| Viertelfinale | Frankreich 2:3 |
| Halbfinale    | ausgeschieden |
| Finale        | ausgeschieden |
| Platzierung   | 5. |